# 加納典譲
加納 典譲（かのう てんじょう、1972年1月2日 - ）は、日本のグラビアカメラマン。本名の読みは「のりまさ」。愛知県名古屋市出身。父は写真家の加納典明、双子の兄・加納周典は映画監督。

## 経歴・人物
2017年、グラビアアイドルの逢坂愛にセクハラをしたと、グラビアアイドルのプロデュースを手掛けるうしじまいい肉によって告発された。うしじまによると、「グラビアDVD撮影最中に、モデルに自分に跨るように指示をし自身の陰部を押し付けたりするセクハラ常習犯」「スタッフを出払わせ女の子と2人きりになりセクハラを行う常習犯」と言われる。

## 作品

### 写真集
- Hitomi's eye 相澤仁美写真集

### DVD
- 紗綾「愛時～アイドキ～」
- 内田理央 「FINAL FANTASY-The 10th period-」
- 紗綾「愛体～LOVE BODY 10years～」
- 永井里菜 「Kiss ～ご主人様へ～」
- 嘉門洋子「My everything」
- 加藤紗里「売名動画」
- 春野恵「限界レッスン」